# 阿纳托利·索洛维亚年科
阿纳托利·鲍里索维奇·索洛维亚年科（羅馬化：Anatolii Borysovych Solovianenko；1932年9月25日—1999年7月29日），乌克兰歌剧男高音，苏联人民艺术家（1975年），乌克兰人民艺术家和塔拉斯·谢甫琴科国家奖得主。烏克蘭英雄。